# 4107 Rufino
4107 Rufino è un asteroide della fascia principale del diametro medio di circa 11,28 km. Scoperto nel 1989, presenta un'orbita caratterizzata da un semiasse maggiore pari a 2,5545478 UA e da un'eccentricità di 0,2020222, inclinata di 17,54134° rispetto all'eclittica.